# Kanana (Noordwest)
Kanana is een plaats in de Zuid-Afrikaanse provincie Noordwest.
Kanana telt ongeveer 78.400 inwoners.